# Папуга, Ян
Ян Папу́га (пол. Jan Papuga; 16 февраля 1915, с. Збышек Пётркув-Трыбунальского повята — 2 января 1974, Щецин) — польский прозаик-маринист.

## Биография
Детство провел в Лодзи. После окончания начальной школы работал разнорабочим. В 1935 году вступил в армию в Пуцскую авиаэскадрилью, затем направлен на учебу в подофицерскую авиашколу, но за принадлежность к коммунистической организации был оттуда исключен.
Стал моряком торгового, а позже рыболовного флота. Начавшаяся вторая мировая война застала его в Гётеборге. Там он сошëл на берег и остался в Швеции. Плавал под иностранными флагами. Во второй половине 1942 года поступил в польский ВМФ, на кораблях которого в конце 1943 года сопровождал конвои судов в США и Канаду.
1944—1945 годы провёл в Лондоне. Был членом организации «Единство и дело».
В конце 1946 года вернулся в Польшу и поселился в Щецине. В 1951—1952 годы отправился в морскую поездку в Китай, чем вызвал политический скандал. Власти ПНР исключили Папугу из партии, изъяли у него книжку (удостоверение) моряка. Запрет на плавания длился до 1956 года.
С 1958 года плавал под финским флагом. В 1966 году отправился в Африку, собираясь пешком пройти весь континент, однако это намерение закончилось тюрьмой в Камеруне.
Ян Папуга умер в 1974 году. Похоронен на Аллее Заслуженных на Центральном кладбище Щецина.

## Творчество
Как писатель дебютировал на страницах нью-йоркского журнала «Новый мир» в 1942 году. Публиковался в Лондоне в журнале «Новая Польша». Печатался в изданиях «Dziennik Bałtycki», «Kuźniса», «Polsса Zbrojnа», «Wietrz od Morza», «Twórczośc». Его произведения были высоко оценены Я. Ивашкевичем. Рассказ Папуги вошëл в том «Литература в изгнании. Антология „Новая Польша“», в обработке Антония Слонимского.
В 1949 году за творческие достижения писатель был награждëн литературной премией города Щецина. В том же году он завершил роман «Четверо с Альбатроса» (при жизни автора неопубликованный).
В 1965 году опубликовал сборник новелл и коротких рассказов «Гвадалахара! Гвадалахара!». В 1969 году выпустил сборник рассказов «Rio Papagaio».

## Избранная библиография
Ян Папуга — автор сборников морских рассказов, новелл, повестей и романов.
- «Морские крысы»
- «Самый лучших рейс»
- «Гвадалахара! Гвадалахара!»
- Rio Papagaio
- «Океаны, океаны…»
- «Бумажные джунгли»
- Singsiarz
- «Конвой из Галифакса»
- «Ужасный мир»
- «Пробуждение»